# 松浦有志太郎
松浦 有志太郎（まつうら うしたろう、1865年12月19日（慶応元年11月2日） - 1937年（昭和12年）8月28日）は、京都帝国大学皮膚科教授を務め、正円形粃糠疹という疾患を命名した。定年前に大学を辞し、禁酒、廃娼運動に没頭した。

## 生涯
熊本県宇土郡松合村（現・宇城市）で、松浦鉄次の3男として生まれた。命名の理由は慶応元年が丑年であったからである。1875年より1880年まで福田元澤、守田文毅の門に学ぶ。 同年1月まで東京本郷のドイツ学校に学び、同年11月東京帝国大学医学部予科入学1888年7月卒業、直ちに東京帝国大学医科大学に入学、1892年11月首席で卒業した。1893年2月同学助手。1895年5月、県立熊本病院外科部長。1899年、文部省より京都大学皮膚病学黴毒学担任の候補者としてドイツに留学。1902年11月帰国、同年12月教授に就任。1916年7月より1918年10月まで第4代京都大学医学部附属病院長を務めた。1918年53歳（定年7年前）大学を辞した。大学教授時代から松浦病院を開業していた。矯風会大阪支部の林歌子と知り合い禁酒運動を始めたが、以前、兄とも慕った福田直清がブランデーの飲みすぎで、急死したからでもあろう。廃娼運動は皮膚科臨床で飲酒と梅毒の関係に気付いたからである。1925年から辻説法も行った。松浦病院の隣に禁酒、禁煙、玄米食活動の事務所が置かれ、国内どころか満州まで講演旅行にでかけた。1937年（昭和12年）8月28日心臓麻痺のため死去。享年71。

## 業績
- 彼が1906年に命名した病名、正円形粃糠疹Pityriasis rotundaは現在でも使われていて、Pubmedで検索できる[2]。この疾患は主として腰、腹部に生じる境界鮮明な褐色、円形の魚鱗癬に似る原因不明の後天性角化症。自覚症状はない。なお、同一疾患を彼の命名より少し前に東京大学の遠山郁三は連圏状粃糠疹（れんけんじょうひこうしん）（Pityriasis circinataと命名した[3]。
- 彼は米糠から湿疹の薬ピチロールを製造、アメリカの特許も得て、特許料が彼の運動を支えた。この薬は戦前はよく使用されたが現在は使われていない[1]。
- 住血吸虫症の感染経路解明において、日本住血吸虫が皮膚から伝染することを自分の体を使って証明した[1][4]（地方病 (日本住血吸虫症)も参照）。

## 彼の運動について
- 熊本の細川家の細川護貞は京都帝大の学生時代に松浦の辻説法を目撃している。松浦は半白髪で、木綿着でモンペ姿でどこか村夫子然としてその説く所は禁酒、廃娼の訴え、玄米食、粗食の訴えであった。動員された孫娘が野菜を配った。それは松浦が畑からもいできたものであった。
- 細川は漢学の教授を個人授業を受けていたが、その教授と松浦が細川邸であった印象を 『想い出の人々』に書いている。「その座の空気は気むづかしいものでなく、静かに話がはずんでいたように思う」と記している[5]。
- 辻説法では松浦は興が乗ると歌にあわせて踊り出すこともあった。次の歌も作っている。お酒でこわしたこのからだ、どんな　どんなお医者もなおしゃせぬ。つらい　つらい。禁酒で固めたこのからだ　どんな　どんな　敵でもまけはせぬ　愉快　愉快。辻説法をする松浦の写真もある[1]。

## 文献
- 京都禁酒会編　『古希記念　松浦博士』 1934,京都禁酒会　京都市
- 安井昌孝「松浦有志太郎とその周辺」日本医事新報No. 3908（1999年3月20日号）55-60頁
- 井上智重 『異風者伝』「禁酒、廃娼を訴えた医学博士　松浦有志太郎」 2012,　熊本日日新聞社　170-174 ISBN 978-4-87755-409-5
- 菊池一郎　「日本人が命名した皮膚疾患」　日本皮膚科学会雑誌　2001, 111,4, 646-650.
- 内田守  『九州社会事業史』「松浦有志太郎」日本生命済生会社会事業局, 1969, 178-179.
- 小林照幸、1998、『死の貝』、文藝春秋 ISBN 4-16-354220-5